# Thamnotettix cicur
Thamnotettix cicur är en insektsart som beskrevs av Melichar 1903. Thamnotettix cicur ingår i släktet Thamnotettix och familjen dvärgstritar. Inga underarter finns listade i Catalogue of Life.